# Roseaplagis
Roseaplagis is een geslacht van weekdieren uit de klasse van de Gastropoda (slakken).

## Soorten
- Roseaplagis artizona (A. Adams, 1853)
- Roseaplagis caelatus (Hutton, 1884)
- Roseaplagis mortenseni (Odhner, 1924)
- Roseaplagis rufozona (A. Adams, 1853)